# Liste der Kulturdenkmale in Zittau Nord
In der Liste der Kulturdenkmale in Zittau Nord sind die Kulturdenkmale des zur Zittauer Kernstadt gehörenden Stadtteils verzeichnet, die bis April 2019 vom Landesamt für Denkmalpflege Sachsen erfasst wurden (ohne archäologische Kulturdenkmale). Die Anmerkungen sind zu beachten.

## Liste der Kulturdenkmale in Zittau Nord
| Bild           | Bezeichnung | Lage                                | Datierung                                                                            | Beschreibung | ID       |
| -------------- | --- | ----------------------------------- | ------------------------------------------------------------------------------------ | --- | -------- |
|                | Vierseithof mit Gutshaus, zwei Wirtschaftsgebäuden und Scheune mit Tordurchfahrt, dazu parkähnlicher Garten mit altem Baumbestand (Niederes Hasenberggut) | Am Hasenberg 53 (Karte)             | 15. bis 19. Jahrhundert                                                              | Baugeschichtlich, wirtschaftsgeschichtlich und ortsgeschichtlich von Bedeutung, in seltener Geschlossenheit erhalten | 09271974 |
|                | Wohnhaus, zwei Stallgebäude, Scheune und Torpfeiler eines Vierseithofes (Städtisches Gut)                                                                 | Am Hasenberg 55 (Karte)             | Mitte 19. Jahrhundert; älterer Kern                                                  | Baugeschichtlich, wirtschaftsgeschichtlich und ortsgeschichtlich von Bedeutung, in seltener Geschlossenheit erhalten | 09271973 |
| Weitere Bilder | Kleindenkmal im Zusammenhang mit der Schule | Clara-Zetkin-Straße 22 (Karte)      | 1970/1975                                                                            | Denkmal besteht in einem Quader, bei dem eine Lang- und zwei Schmalseiten mit Mosaik mit Bildern aus dem Leben der Pioniere belegt sind. Der Quader ruht auf geschwungenen Betonelementen; Künstlerisch und ortsgeschichtlich von Bedeutung | 09304661 |
| Weitere Bilder | Mietshaus in Ecklage mit Einfriedung | Eckartsberger Straße 17b (Karte)    | Um 1900                                                                              | Doppelmietshaus mit Nr. 17c (dieses kein Denkmal), städtebaulich und baugeschichtlich von Bedeutung, ein Gründerzeithaus (Klinkerfassade) mit straßenbildprägendem Eckturm | 09271970 |
| Weitere Bilder | Mietshaus (mit drei Eingängen, zusammen mit Gutenbergstraße 7)                                                                                            | Eckartsberger Straße 64, 66 (Karte) | 1905                                                                                 | Städtebaulich und baugeschichtlich von Bedeutung, Gründerzeitbau mit Anklängen an den Heimatstil (Zierfachwerk und Schweifgiebel) und Jugendstilornamentik | 09271968 |
| Weitere Bilder | Mietshaus (zusammen mit Eckartsberger Straße 64/66), Eckhaus                                                                                              | Gutenbergstraße 7 (Karte)           | Um 1905                                                                              | Städtebaulich, sozialgeschichtlich und baugeschichtlich von Bedeutung, Gründerzeitbau mit Anklängen an den Heimatstil (Zierfachwerk und Schweifgiebel) und Jugendstilornamentik | 09271969 |
| Weitere Bilder | Lagerhalle | Herwigsdorfer Straße 1 (Karte)      | Um 1861                                                                              | Ortsgeschichtlich von Bedeutung, städtische Niederlage zur Lagerung zollpflichtiger und nicht zollpflichtiger Güter des grenzüberschreitenden Güterverkehrs | 08992299 |
| Weitere Bilder | Königliches Hauptzollamt für den Verkehr mit Österreich-Ungarn, Zollgebäude mit Nebengebäude im Hof                                                       | Herwigsdorfer Straße 2 (Karte)      | Um 1870                                                                              | Ortsgeschichtlich und baugeschichtlich von Bedeutung, repräsentativer Bau mit neogotischen und noch mit klassizistischen Anklängen in der Schinkel-Nachfolge, Mittelrisalit mit Attikaaufsatz, Erdgeschoss mit Putzquaderung und Rundbogenfenstern. Das 2007 ausgebrannte Hauptgebäude wurde 2014 abgerissen; erhalten ist nur die ehemalige Stallmeisterei, sie wurde 2014 saniert. | 09274808 |
| Weitere Bilder | Mietshaus, Eckhaus (bauliche Einheit mit Nr. 6/7) | Löbauer Platz 5 (Karte)             | Bezeichnet mit 1893 (Wetterfahne)                                                    | Städtebaulich und baugeschichtlich von Bedeutung, Gründerzeitbau mit Klinkerfassade, Eckbetonung | 08992300 |
| Weitere Bilder | Mietshaus in geschlossener Bebauung (bauliche Einheit mit Nr. 5 und 7)                                                                                    | Löbauer Platz 6 (Karte)             | Ende 19. Jahrhundert                                                                 | Städtebaulich und baugeschichtlich von Bedeutung, Gründerzeitbau mit Klinkerfassade | 08992301 |
| Weitere Bilder | Mietshaus in halboffener Bebauung (bauliche Einheit mit Nr. 5/6)                                                                                          | Löbauer Platz 7 (Karte)             | Ende 19. Jahrhundert                                                                 | Städtebaulich und baugeschichtlich von Bedeutung, Gründerzeitbau mit Klinkerfassade | 08992302 |
| Weitere Bilder | Villa mit parkähnlichem Garten und historischer Gartenlaube (genannt „Renates Puppenhaus“)                                                                | Löbauer Straße 1b (Karte)           | Datiert 1859, später überformt (Fabrikantenvilla); bezeichnet mit 1902 (Gartenlaube) | Baugeschichtlich und ortsgeschichtlich von Bedeutung, ein Gründerzeitgebäude mit späteren Anbauten, Villa des Herrn Stadtrat und Fabrikbesitzer Wagner | 09271972 |
| Weitere Bilder | Mietvilla | Nordstraße 9 (Karte)                | Bezeichnet mit 1909                                                                  | Baugeschichtlich von Bedeutung, ein Bau im Reformstil der Zeit nach 1900 mit dezenter Putzornamentik | 09271971 |
| Weitere Bilder | Straßenunterführung unter der Eisenbahn | Roseggerstraße (Karte)              | Um 1875                                                                              | Staatsbahn nach Görlitz, baugeschichtlich und verkehrsgeschichtlich von Bedeutung, Damm mit einem Bogen aus Sandstein | 08992335 |
| Weitere Bilder | Wohnhaus (Gärtnerhaus) | Roseggerstraße 9 (Karte)            | Um 1800                                                                              | Baugeschichtlich und sozialgeschichtlich von Bedeutung, ländlich und original | 08992336 |
| Weitere Bilder | Ländliches Wohnhaus (Gärtneranwesen) mit angebautem Wirtschaftsteil                                                                                       | Roseggerstraße 10 (Karte)           | Um 1800                                                                              | Baugeschichtlich, sozialgeschichtlich und wirtschaftsgeschichtlich von Bedeutung | 09271737 |

## Tabellenlegende
- Bild: Bild des Kulturdenkmals, ggf. zusätzlich mit einem Link zu weiteren Fotos des Kulturdenkmals im Medienarchiv Wikimedia Commons. Wenn man auf das Kamerasymbol klickt, können Fotos zu Kulturdenkmalen aus dieser Liste hochgeladen werden:
- Bezeichnung: Denkmalgeschützte Objekte und ggf. Bauwerksname des Kulturdenkmals
- Lage: Straßenname und Hausnummer oder Flurstücknummer des Kulturdenkmals. Die Grundsortierung der Liste erfolgt nach dieser Adresse. Der Link (Karte) führt zu verschiedenen Kartendiensten mit der Position des Kulturdenkmals. Fehlt dieser Link, wurden die Koordinaten noch nicht eingetragen. Sind diese bekannt, können sie über ein Tool mit einer Kartenansicht einfach nachgetragen werden. In dieser Kartenansicht sind Kulturdenkmale ohne Koordinaten mit einem roten bzw. orangen Marker dargestellt und können durch Verschieben auf die richtige Position in der Karte mit Koordinaten versehen werden. Kulturdenkmale ohne Bild sind an einem blauen bzw. roten Marker erkennbar.
- Datierung: Baubeginn, Fertigstellung, Datum der Erstnennung oder grobe zeitliche Einordnung entsprechend des Eintrags in der sächsischen Denkmaldatenbank
- Beschreibung: Kurzcharakteristik des Kulturdenkmals entsprechend des Eintrags in der sächsischen Denkmaldatenbank, ggf. ergänzt durch die dort nur selten veröffentlichten Erfassungstexte oder zusätzliche Informationen
- ID: Vom Landesamt für Denkmalpflege Sachsen vergebene, das Kulturdenkmal eindeutig identifizierende Objekt-Nummer. Der Link führt zum PDF-Denkmaldokument des Landesamtes für Denkmalpflege Sachsen. Bei ehemaligen Kulturdenkmalen können die Objektnummern unbekannt sein und deshalb fehlen bzw. die Links von aus der Datenbank entfernten Objektnummern ins Leere führen. Ein ggf. vorhandenes Icon  führt zu den Angaben des Kulturdenkmals bei Wikidata.